# شهر العزه
دهمین ماه از ماه های سال ۳۶۱ روزه آیین بیانی است که توسط سید علی محمد باب در کتاب چهارشآن به آن اشاره شده است. همچنین دهمین ماه از ماه‌های ۱۹گانه در گاه‌شماری بهائی است که مثل همه ماه‌های این گاه‌شماری دارای ۱۹ روز می‌باشد.

## مرگ‌ها
کشتار بابی‌ها در تهران  مصادف با هجده ماه عزت سال سوم تقویم بدیع بیانی
قتل طاهره قرةالعین در تهران مصادف با هجده ماه عزت سال سوم تقویم بدیع بیانی